# 临床医学的诞生
临床医学的诞生（法語：Naissance de la clinique: une archéologie du regard médical），是法国哲学家米歇尔·福柯第二部专著，1963年在法国出版法文版，1973年被翻译为英语。自他上一部作品《疯癫与文明》开启了知识考古的哲学研究范式之后，本书也是其专注于研究经验事实基本结构的一种变化，书中所分析的医学变化不过是这种变化的一个实例，因此本书成为《知识考古学》及其方法论的重要奠基作品。同时，本书也是福柯对“话语结构”这一议题的深入探讨之作，通过对医学话语及其底层结构的考察，试图阐明知识型（episteme）是如何运作并表达自己的，这也为他下一部作品《词与物》对话语一般层面的描述做了事实经验层面的铺垫。

## 内容
福柯在此书中的中心议题是：科学的话语如何构造和制约人们的感性经验。福柯认为，一项陈述的意义不是来自说话者的意图，而是和话语系统中与其他话语的关系密切相连。在该书的前言中，福柯举了两个例子。一个是18世纪中期波姆的病例，波姆在对一个癔病患者症状描述时，以一种缺乏感官知觉基础的，甚至是幻象的语言为我们描述一种被称为“假膜”的疾病发生源。与此相反，医生贝勒在观察脑组织损伤和脑部覆膜时，即“慢性脑膜炎”，真正看到了病灶形成的“假膜”，并用一种精确的词句为我们描述了一个具有稳定可见性的世界。福柯在此发问：是什么样的基本经验使我们在确定性的知识层面中、在产生确定性知识的领域产生这样大的差别？为什么18世纪的医生没有看到他们声称看到的东西，而一定要等几十年的时间才能驱散这些幻想，揭示出真实的事实？
福柯认为是话语对感性经验的制约作用导致了这种现象的发生，更进一步说，是话语体系的变化导致了感性经验的变化。在18世纪，医学更多的是分门类的科学，医生们将特定的疾病的分类体系作为自己的关注焦点，这时候的医学还没有临床的结构。到了19世纪，医学从业者将目光从这种分类体系转向了病人和病人的身体，也就是临床医学的第一阶段——病状医学。在病状医学中，医生眼中的疾病不再是确定的客观实体（“假膜”），而是表现病理的象征符号，对症状的观摩与阐释都被融入了特定的语言体系中。:168
从18世纪末开始，症状医学的感知方式再次转变。在症状医学中，其医疗感知方式是“凝视”（gaze），即关注疾病表面的现象，捕捉各种象征符号，其实质是滞留于语言世界之中。与此同时，感知方式开始朝着“洞视”（glance）方向转变，这种洞视不是“扫视一个领域，而是切入一个点，一个中心点或关键点，因为超出了他所能感知的范围，不再被直接的感觉方式所迷惑……它实质上具有破除迷信的能力。”所以，洞见已经把医生的目光从病人体外切入到病人的身体构造中，试图探视人体的身体构造，这也成为症状医学被超越的标志，使症状医学向解剖医学转变，从而进入到临床医学的第二阶段。
解剖医学引起的变化，首先起于死亡观念的转变。死亡在这里不再被看做是生命和疾病终结的时间点，而成为一个时间过程，即“它不仅被确认为病人已经死亡的某种标志发生以前就已经存在，而且在这种标志后人在继续”。其次是空间概念的变化，解剖医学要求医生由一种时间的一维性扩展至空间的三维性。最后，医学知识的标准也产生变化，医学不再追求理想性和政治色彩的“健康”状态，而转向探求器官和组织的“正常”状态。
福柯认为，解剖医学引起的最重要的变化在于，人成为科学的对象。解剖医学敢于用手术刀切割尸体，将人的内脏器官暴露出来，“打破了亚里士多德关于科学不能运用于人的古训，第一次将人置于科学的利刃之下”。:170

## 评价
《临床医学的诞生》在延续上一部作品《疯癫与文明》在知识考古学方面探索的同时，开启了对话语结构的探讨，其涉及的哲学命题也由此日趋丰富，是福柯早期知识考古学和谱系学三部曲（《疯癫与文明》、《临床医学的诞生》、《规训与惩罚》）之一。